# 23699 Паульґордан
23699 Паульґордан (23699 Paulgordan) — астероїд головного поясу, відкритий 8 липня 1997 року.
Тіссеранів параметр щодо Юпітера — 3,132.